# Straat Magellaan
De Straat (van) Magellaan is een zeestraat in het zuidelijkste deel van Zuid-Amerika, gelegen tussen Patagonië in het noorden en Vuurland in het zuiden. Hij is genoemd naar de Portugese ontdekkingsreiziger Ferdinand Magellaan, die er in 1520 als eerste Europese ontdekkingsreiziger doorheen voer gedurende zijn reis om de wereld. De Vlaming Roldán de Argote (Roeland van Brugge) was de eerste van de expeditie die de Stille Oceaan zag.
De straat is 600 kilometer lang, en telt vele eilanden. De oevers van de straat behoren tot het grondgebied van Chili.
Tot de opening van het Panamakanaal in 1914 was deze straat de belangrijkste route om, beschermd tegen het vaak zeer slechte weer, tussen de Atlantische en Stille Oceaan te varen. De  kortere afstand qua kilometers ten opzichte van het varen om de zuidpunt van Zuid-Amerika is niet zo spectaculair. Eerst was deze route enkel bekend bij de Portugezen en Spanjaarden, maar later passeerden ook Engelsen en Nederlanders via deze doorgang. Tot aan de ontdekking in 1616 van Straat Le Maire door Jacob le Maire en Willem Cornelisz Schouten was de Straat Magellaan zelfs de enige bekende vaarweg om de Stille Oceaan te bereiken.
Vroege doorvaarten na Magellaan zijn:
- 1526 García Jofre de Loaísa voer door de straat in 122 dagen;
- 1540 Francisco de la Ribera: een schip van zijn vloot voer door de straat;
- 1559 Juan Fernández Ladrillero was de eerste die de straat in beide richtingen doorkruiste;
- 1578 Francis Drake voer door de straat in 16 dagen;
- 1584 Pedro Sarmiento de Gamboa voer in 34 dagen van west naar oost door de straat;
- 1587 Thomas Cavendish voer door de straat in 49 dagen;
- 1594 Richard Hawkins voer door de straat in 46 dagen;
- 1599 Simon de Cordes uit de vloot van Jacques Mahu voer in 4 maanden door de straat;
- 1600 Olivier van Noort voer door de straat in 116 dagen;
- 1615 Joris van Spilbergen voer door de straat in 34 dagen.

## Afbeeldingen

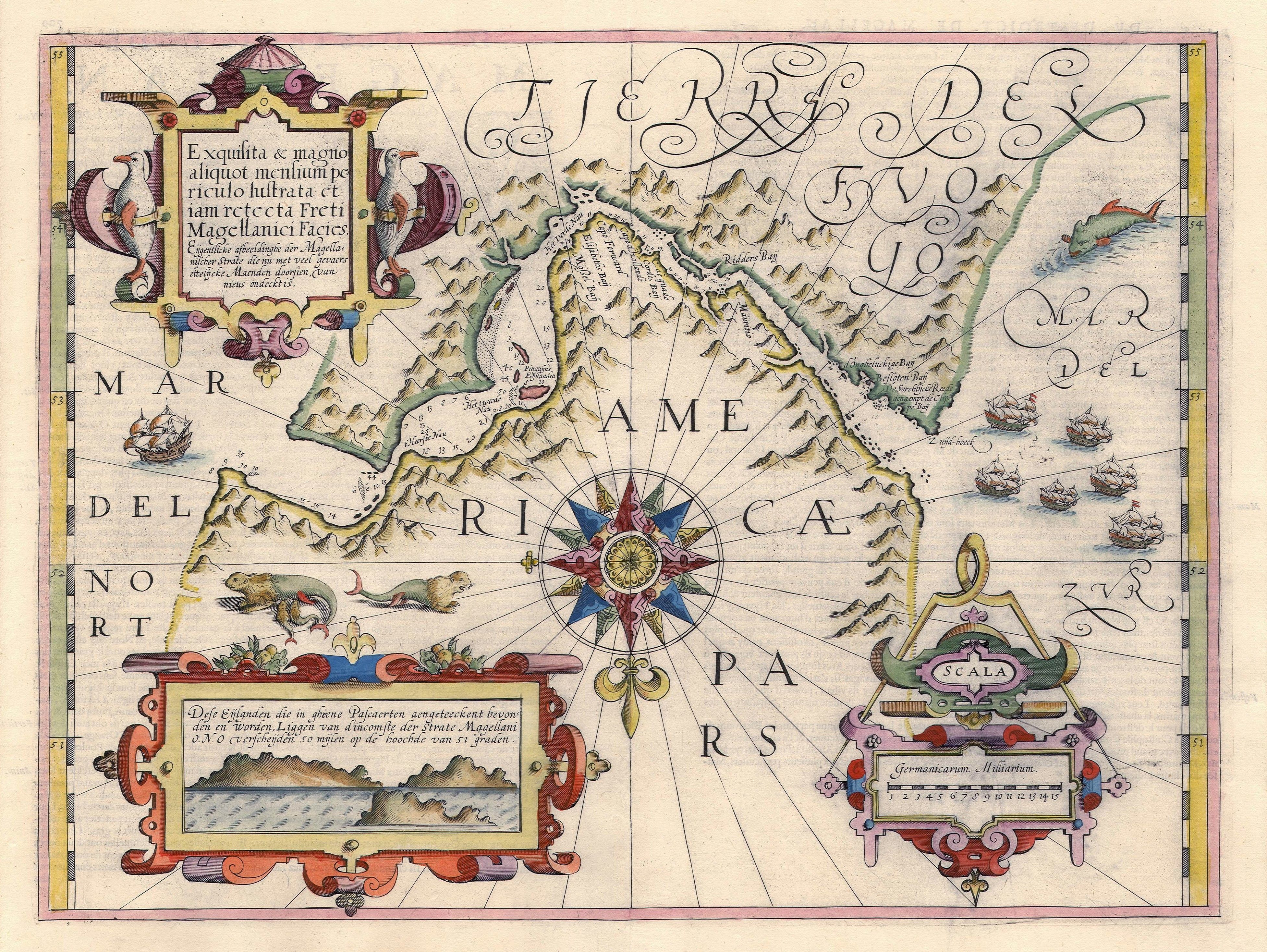
Straat Magellaan - Noord en zuid zijn verwisseld (1606), Jodocus Hondius
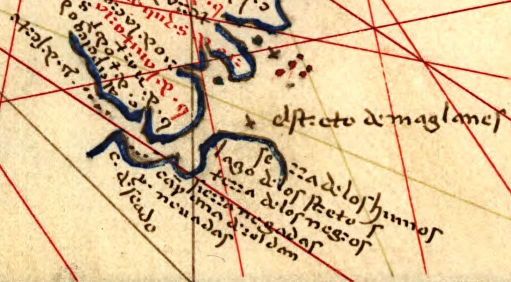
Campana de Roldan is op deze kaart  te zien als derde links van onder (1544), Battista Agnese

## Spelling
De juiste spellingswijze van de naam van de zeestraat ligt niet vast. Er zijn per taal variaties van de naam van Magellaan (Magalhães) en dus ook van de naam van de straat. Straat (van) Magellaan wordt in het Nederlands het meest gebruikt. Daarnaast zijn echter ook de namen Magalhãesstraat, Magallanesstraat, Straat Magallanes, Straat (van) Magalhães en variaties in gebruik. De plaatselijke Spaanstalige naam is Estrecho de Magallanes.